# 立花慎之介
立花慎之介（日语：／ Tachibana Shinnosuke，1978年4月26日—），日本男性聲優，出身於岐阜县。過去曾隸屬於Production baobab，在2011年6月1日移籍於AXL ONE，並於2018年3月31日離開，移籍到與福山潤一同創立的BLACK SHIP。在2017年1月1日與聲優高梁碧結婚。

## 人物
- 「立花慎之介」為藝名，本姓是與立花同音的「橘」（第40彈おまえらのためだろ!），原名是「橘秀宣」（たちばなひでのり）[1]。
- 兒時看動畫幸運女神，而立志成為聲優。
- 聲音透明且清爽，常常負責少年與青年角色的配音[2]。
- 声音经常被人认为十分性感。
- 與成瀨誠組成音樂團體Lux-age；其後與日野聰組成ELEKITER ROUND φ。
- 在進入配音行業之前從事了4年左右的默劇與日本舞踴（深水流）演出。
- 在业界内是有名的高智商声优，对于各方面都有广泛的认识，包括古代建筑等等。
- 因其原姓为橘，是日本四大氏族之一，加上其與生具來的优雅风格和广泛层面的知识，经常被人认为出身於名门贵族，但本人没有谈及过。
- 與福山潤、菅沼久義、日野聰[3]、小野大輔、間島淳司以及近藤孝行同年出生，並組成「PROJECT DABA」。[4]
- 與DABA成員日野聰組成「SABA」，企劃主題為生存遊戲。
- 與DABA成員福山潤組成「ROBA」。
- 认为DABA的成员是无与伦比的挚友，曾在明治东京恋伽广播中对同为DABA成员福山润表示无论对方做了什么自己都能原谅，这就是挚友。
- 在DABA HORSE LIFE GAME裡曾提及學過古流劍術。
- 被好友日野聪称为「抖S王子」。
- 喜愛城堡，在熊本城修復之際因捐款之由名字被記在了天守閣[5]。
- 喜愛玩Battle Spirits，還經常在其日誌談及遊戲相關的話題。
- 家裡養了一隻叫Lily的挪威森林貓。
- 2013年以漫畫原作家身份出道，出道作是「箱庭の令嬢探偵」，於雜誌YOUNG ACE連載，其後更親自編寫了小說版。
- 擅长即兴作诗，在见面会（世初等）即时作诗，同时兼备首尾接词，被现场多为声优称赞其才能。
- 2017年1月5日宣佈已於1月1日跟聲優高梁碧結婚[6]。
- 2018年3月31日，與福山潤2人一起離開AXL ONE[7]，同年4月1日，與福山合夥成立小型事務所「BLACK SHIP株式會社」[8]。

## 作品

### 電視動畫

#### 2000年代
2003年
- 我們這一家（學生B）
- 星際少年隊（喬）
- D.C.～Da Capo～（學生）
- 天使怪盜（クラスメート）

2004年
- Keroro軍曹（野次馬）
- 沙漠神行者（蛙一家）
- 蒼穹之戰神（人類軍士兵）
- 花右京女侍隊（通行人）
- 双恋（男子C）
- 美鳥日記（友人B、客）

2005年
- 極樂天師（左近、男學生）
- 漫畫派對（迷彩リーダー）
- 我的主人（親衛隊A、警備員A）
- D.C.S.S.～Da Capo Second Season～（梅井）
- 彈珠汽水（男學生A）

2006年
- 極樂天師!!喝!!（左近、男學生）
- 牙 -KIBA-（ヘリック）
- 金色琴弦 ～primo passo～（男子B）
- CLUSTER EDGE（CLUSTER學生）
- Ghost Hunt（男 #11）
- 地獄少女 二籠（弓枝的男友 #3）
- 親愛芳鄰（男學生）
- 暮蟬悲鳴時（村人、男B）
- 不可思議星球的雙胞胎公主（湯馬）
- 獻上女神的祝福（渡邊隆行）
- 日式麵包王（觀眾）
- 聲優白皮書（山下信輔）

2007年
- 校園烏托邦 學美向前衝！（天宮武文）
- 彩雲國物語 第二期（年輕武官#18、31、皐韓升）
- （中位天使サキ）
- 瀨戶的花嫁（ボブ）
- 交響情人夢（片山智治）
- Myself ; Yourself（日高佐菜）
- 羅密歐×茱麗葉（班伏里奧）

2008年
- CLANNAD（男客人）
- 黑執事（索馬·阿斯曼加達爾）
- 鶺鴒女神（佐橋皆人）
- TIGER×DRAGON！（ストーカー男）

2009年
- 閃電十一人（立向居勇氣）
- K-ON！輕音部（店員）
- 蝙蝠俠智勇悍將（アトム）

#### 2010年代
2010年
- 閃電十一人（路卡、Raffaele Jenerani）
- 無法掙脫的背叛（路桀·庫洛斯桀利亞、宇筑）
- 黑執事II（索馬·阿斯曼加達爾）
- 寶石寵物 Twinkle☆（神内祐馬、祐馬的父親）
- 心靈偵探 八雲（中原達也）
- 鶺鴒女神（佐橋皆人）
- 和殿下一起 1分鐘劇場（直江兼續）

2011年
- 人家一點都不喜歡啦！（岸川啟一郎）
- 世界一初恋（吉野千秋）
- 世界一初戀2（吉野千秋）
- 食梦者玛莉（秋柳貴照）
- 天魔黑兔（鐵大兔）
- 吸血貓（吸血鬼、旁白）
- 神的記事本（篠崎俊夫）
- SKET DANCE（內田孝昭）

2012年
- 零之使魔F （維特里奧・聖・李巴利）
- 閃電十一人GO（立向居勇氣）
- 元氣少女緣結神（巴衛）
- 向银河开球（降矢龙持）
- 爆漫王。3（七峰透）

2013年
- DD北斗之拳（拳四郎）
- 魔界王子 devils and realist（別西卜）
- 寶石寵物 Twinkle☆特別篇（神內祐馬）
- 我的腦內戀礙選項（神）

2014年
- 鋼彈創鬥者（尼路士·尼爾森）
- 獻給某飛行員的戀歌（班哲明·夏禮夫）
- HAMATORA ─超能偵探社─（白鳥光一）#7
- 排球少年！！（夜久衛輔）
- 目隱都市的演繹者（鹿野修哉／KANO/カノ）
- 東京喰種（瀧澤政道）
- 修業魔女璐璐萌（眼鏡審查員）
- 黑執事 Book of Circus（索馬·阿斯曼加達爾）
- 火星異種「阿聶克斯1號篇」（沃魯夫·雷德菲爾德）
- 魔神之骨（路克）

2015年
- 元氣少女緣結神◎（巴衛）
- 東京喰種√A（瀧澤政道）
- 蠟筆小新（池目老師）
- Go！Princess 光之美少女（彼方王子）
- 名偵探柯南（石井篤史）※第769話「麻煩的急救患者」
- 山田君與7人魔女（玉木真一、小田切寧寧親衛隊B）
- OVERLORD（佩羅羅奇諾）
- 枕男子（千切夜宵）
- 雛蜂（孫浩軒）
- 排球少年！！第二季（夜久衛輔）
- Concrete Revolutio～超人幻想～（修塔斯）
- DD北斗之拳2（拳四郎）

2016年
- 石膏男團（麥地奇）
- 火星異種 復仇（沃魯夫·雷德菲爾德）
- Concrete Revolutio～超人幻想～ THE LAST SONG（修塔斯）
- 至高指令（柊義經）
- D.Gray-man HALLOW（哈瓦德·林克）
- 一人之下 the outcast（徐四）
- GUNDAM創鬥者TRY 島上熱戰（矢島尼爾斯）
- 12歲。～小小胸口的怦然心動～ 第二期（三上稻葉）
- TRICKSTER －來自江戶川亂步「少年偵探團」－（花崎晴彥）
- 烏龍麵之國的金色毛毬（情侶〈男〉、永妻宏司、太陽先生、宇宙船君、旁白、熊）
- 反斗小王子（像一馬的大叔、零食老大）

2017年
- 王室教師海涅（馬克西米利安[9]）
- 戀愛暴君（楠梛斗）
- 狐妖小紅娘（梵雲飛）
- 戀愛與謊言（仁坂悠介）
- 便利商店情人（中島帝）
- 獨占我的英雄（支倉麻也）
- 國王遊戲 The Animation（橋本直也）
- DYNAMIC CHORD（英時明）

2018年
- IDOLiSH7（ 千）
- 一人之下 羅天大醮篇（徐四）
- 東京喰種:re（貓頭鷹）
- ISLAND（御原切那）
- 千銃士（查爾維爾）
- 夢王國與沉睡中的100位王子殿下（吉爾巴德）
- Angolmois 元寇合戰記（少貳景資[10]）
- 寄宿學校的茱麗葉（阿比·西尼亞、學生、男學生）
- 東京喰種:re 第2期（瀧澤政道）

2019年
- 明治東京戀伽（小泉八雲[11]）
- 名侦探柯南（立花淳之介）
- 胡蝶綺 ～少年信長～（澤彥宗恩[12]）

#### 2020年代
2020年
- number24（由布郁斗[13]）
- 貓娘樂園（水無月嘉祥[14]）
- 暗黑破壞神在身邊。（最上君影）
- IDOLiSH7 Second BEAT!（千）
- 文豪與鍊金術師 ～審判的齒輪～（島崎藤村[15]）
- 掠夺者（洛贝尔·德·万维希）
- ARGONAVIS from BanG Dream! ANIMATION（烏丸玲司）
- 魔王學院的不適任者～史上最強的魔王始祖，轉生就讀子孫們的學校～（里歐魯格·印德）

2021年
- 裝甲娘戰機（フクシ）
- 異世界魔王與召喚少女的奴隸魔術Ω（貝納克內斯）
- 再見了，我的克拉默（坂本龍馬）
- 席斯坦 -The Roman Fighter-（ソロン）
- IDOLiSH7 Third BEAT!（千／折笠千斗）>!-- 2021-07-04 -->
- TSUKIPRO THE ANIMATION 2（栗谷創玄）

2022年
- 女性向遊戲世界對路人角色很不友好（布拉德·馮·菲爾德[16]）
- 雀魂 PONG☆（明智英樹[17]）
- 盾之勇者成名錄（一樹）
- 因為是反派大小姐所以養了魔王（列斯塔·克萊茵）
- BLUE LOCK 藍色監獄（時光青志[18]）

2023年
- 被解僱的暗黑士兵（30多歲）慢生活的第二人生（利傑特[19]）
- BORUTO-火影新世代-NARUTO NEXT GENERATIONS-（芬達魯）
- 淪落者之夜（諾亞·布拉克貝爾）
- 肌肉魔法使-MASHLE-（克羅德·路奇）
- 其實，我是最強的？（萊雅斯·奧爾提亞斯[20]）

2024年
- 百千家的妖怪王子（紫[21]）
- 輪迴第7次的惡役令孃，在前敵國享受自由自在的新娘生活（凱恩·塔利[22]）
- 美妙寵物 光之美少女（咩咩）
- 怪人的沙拉碗（Takeo[23]）
- BLUE LOCK 藍色監獄 VS. U-20 JAPAN（時光青志[24]）
- 尋神的旅途（羅漢[25]）
- 唯願來世不相識（小津健斗）
- 魔法光源股份有限公司（橫出）
- 最狂輔助職業【話術士】世界最強戰團聽我號令（吉克·范斯達因）

2025年
- 魔法使的約定（夏洛克[26]）
- 完美到難以接近的聖女遭到解除婚約後被賣到鄰國（萊哈特·帕納科達[27]）
- 中禪寺老師妖怪講義錄 解謎就交給老師。（榎木津禮二郎[28]）
- 王者天下6（亞花錦[29]）

### 劇場版動畫
2007年
- JoJo的奇妙冒險 幻影血脈（友人、船員）

2012年
- 009 RE:CYBORG（サムエル・クライン）

2014年
- 宇宙戰艦大和號2199 巡星方舟（クリム・メルヒ）
- 劇場版 世界一初戀 ～横澤隆史的場合～（吉野千秋）

2015年
- 劇場版 明治東京戀伽 ～弦月的小夜曲～（小泉八雲）

2016年
- 陽炎眩亂-in a day's-（KANO）

2017年
- PEACE MAKER鐵（大和屋鈴）

2018年
- 宇宙之法—黎明篇—（エロス）

2019年
- 劇場版 王室教師海涅（馬克西米利安）

2020年
- 世界一初戀 ～求婚編～（吉野千秋）
- 劇場版 Fate/stay night [Heaven's Feel] III.春櫻之歌（瑪奇里·佐爾根）

2023年
- 劇場版IDOLiSH7-偶像星願- LIVE 4bit BEYOND THE PERiOD（千[30]）

2024年
- 劇場版 排球少年！！ 垃圾場的決戰（夜久衛輔[31]）
- 美妙寵物 光之美少女 THE MOVIE！心動♡遊戲世界大冒險！（咩咩[32]）

### OVA
2012年
- 探索者的目標（タカト）
- 鋼索危情（里谷直樹）

2015年
- 黑執事 Book of Murder（索馬·阿斯曼加達爾）
- 排球少年！！（夜久衛輔）
- 探索者的羽翼（タカト）

2017年
- NEKOPARA（水無月嘉祥）

### 網路動畫
2016年
- 哨聲響起 重配版（水野龍也）[33]

2019年
- TRIGGER - Before The Radiant Glory 後篇 (千)

2020年
- ZENONZARD THE ANIMATION（與雷破夜瑠介）

### 遊戲
- [PS2] 鶺鴒女神～未來的贈禮～（佐橋皆人）
- [PSP] 遥远时空中（小松帯刀）
- [DS/PSP] 心跳回憶 Girl's Side 3rd Story（設樂聖司）
- [PC] あすか! 〜僕ら星灯高校野球団〜（焰大地）
- [PC] MESSIAH（葛城拓人）
- [PS2] Real Rode（慎）
  - [PSP] Real Rode 携帶版
- [PS2] Petit Four（日语：プティフール）（唐澤悠太）
- [PS2/PSP] Last Escort -Club Katze-（翼）
- [PSP] Black Robinia（如月秋羅）
- [PS2] Arcobaleno!（日语：アルコバレーノ!）（那須春斗）
  - [PSP] Arcobaleno!携帶版
- [PC] GARNET CRADLE（サーリヤ）
  - [PC] GARNET CRADLE sugary sparkle
  - [PSP] GARNET CRADLE Portable 〜鍵の姫巫女〜
- [PS2] 锻造师 白翼之章（日语：カヌチ）（ミトシ・フレスカ）
- 命运之杖（日语：ワンド オブ フォーチュン）系列（ソロ・モーン）
  - [PSP] 命运之杖2 ～在时空中沉没的默示录～（日语：ワンド オブ フォーチュン）
- 閃電十一人 系列（立向居勇気）
  - [DS] イナズマイレブン2 脅威の侵略者 ファイア/ブリザード
  - [DS] イナズマイレブン3 世界への挑戦!! スパーク/ボンバー
- [PSP] Are you Alice?（ロゼ）
- [PSP] 天空之夢 (携帶版)（朝峰凉志）
- [PSP] 源狼（GENROH）（源義經）
- ボーイフレンド（仮）（周圭斗）
- イケメン大奥（永光）
- あかやあかしやあやかしの（由）
- 英雄傳說 閃之軌跡（尤西斯·艾爾巴雷亞）
- 夢幻模擬戰 Mobile（格尼爾、艾馬林克）
- 夢王國與沉睡中的100位王子殿下（吉爾巴德）
- IDOLiSH7（千）
- DREAM!ing（浅霧巳影）
- [PC]罪喰い～千の呪い、千の祈り～（陸至央）
- イケメン王宮◆真夜中のシンデレラ (ルイ＝ハワード)
- 文豪とアルケミスト（島崎藤村）
- 最終幻想 紛爭 街机版/NT版（兰萨·贝欧伍夫）
- 100日公主美男宮殿現代樂章（路易=霍華德）
- 刀劍亂舞(小龍景光)
- 永遠的7日之都（幽桐）
- Sdorica -sunset- (夏爾·瑟雷斯/尼德·加西亞·阿斯納爾)
- 夢間集（天罡劍）
- 魔法使與黑貓維茲(未羽‧和羅)
- Final Fantasy XIV (阿爾菲諾)
- 阴阳师（万年竹）
- Crash Fever（莊子・南華真人）
- ZENONZARD（與雷破夜瑠介）
- 聖鬥士星矢 覺醒（撒卡）
- 動物偶像（YOU)
- 魔法使いの約束(シャイロック)
- 如果重來 日配((SUN)孫立軒)
- 時空中的繪旅人 日配（路辰）
- 千銃士（查爾維爾）
- 崩壞：星穹鐵道 日配（銀枝）[34]
- 戀與深空 日配（祁煜）
- [手機]美男惡徒 在闇夜中展開的惡愛（イケメンヴィラン 闇夜にひらく悪の戀）－{ウィリアム・レックス(威廉·雷克斯)}

### 廣播
- Lux-ageのダレおまっ!
- 日野聡vs立花慎之介 平成ニッポン・国取り合戦ラジオ!!（日语：日野聡vs立花慎之介 平成ニッポン・国取り合戦ラジオ!!）（與聲優日野聰共同主持）
- Dolce compagni（與聲優前野智昭共同主持）
- 戦国ロック（與聲優吉野裕行共同主持）
- 平川大輔・立花慎之介 朝までイっちゃう?!いけない生添い寝!（NICONICO直播：2010/11/28，與聲優平川大輔共同主持）
- Ｗｅｂラジオ・黒執事II（第9回至第20回擔任主持）
- 世界一初恋 〜WEBラジオの場合〜（日语：世界一初恋#WEBラジオ）（與聲優近藤隆、岡本信彦共同主持）
- 日野聡・立花慎之介 名門アウトロー学園（與聲優日野聰共同主持）
- 10 Count（與聲優前野智昭共同主持）
- Radio of VERMILION～マナタワー放送局～（與聲優三宅麻理惠、荒川美穗共同主持）
- タチバナTV（公式Twitter （页面存档备份，存于））

### CD

#### BLCD
- 不埒なスペクトル2（名執真幸）
- オトナ経験値（尾山夢二)
- 男子迷路（星野心）
- 微熱の果実～バターフライ・スカイ～（光聖-姬田利行）
- オヤジがたんすに入ると（堤下和人）
- 御曹司の口説き方（鷹藪千里）
- ラ・サタニカ（真下周士）
- 恋ひめやも（水原慧）
- 10 Count（城谷忠臣）
- 男子高校生、はじめての　～第2弾　後輩が可愛すぎていじめたい～（二見琉生）
- 思い違いが恋の種（北條怜二）

#### 音樂CD
- Arcobaleno!（日语：アルコバレーノ!）
  - 主題歌「Radiance!」
  - 片尾曲「誓いの頁」
- ELEKITER ROUND φ（日语：日野聡vs立花慎之介 平成ニッポン・国取り合戦ラジオ!!#関連商品）（ゼロ）
  - 1st.迷你專輯 零ERφ
  - 2nd.迷你專輯 MARIA
  - 3nd.迷你專輯 Summer Snow
  - 4th.迷你專輯 Forbidden Lover
  - 5th.迷你專輯 顏無紳士
  - 6th.迷你專輯 狂騷輪舞曲
  - 7th.迷你專輯 RE：QUIEM
- GARNET CRADLE OST 「微睡む月の夜のアリア」（サーリヤ）
- 黑執事II 角色歌曲 Vol.8「王子様、高唱」（索馬·阿斯曼加達爾）
  - 「王子の品格」
  - 「二人のハーモニーSoma side」
- 齋賀光希 feat.JUST with ELEKITER ROUND φ 「Divine chair」
- 遙かなる時空の中で5 暁の恋唄 （小松帶刀）
- Petit Four（日语：プティフール） 角色歌曲系列 vol.2 柿崎誠司&唐沢悠太（唐沢悠太）
- Black Robinia 主題歌「Black Robinia」
- Black Robinia SOUND COLLECTION （如月秋羅）
- Last Escort -Club katze- ORIGINAL SONG BEST（翼）
- Radical Drive
- 世界一初恋角色歌曲（吉野千秋）
  - 「同じヒカリ」
  - 「明日への放物線」
- 《いつか天魔の黒ウサギ》角色歌曲「片割れ星」（鉄大兎）
- 《遥かなる時空の中で5》角色歌曲「落葉記」（小松帯刀）
- 《銀河へキックオフ!!》角色歌曲「Kaleidoscope」（降矢龍持）
- 《MESSIAH ANOTHER MENU》角色歌曲「Holy of Holies～罪を赦す者～」（葛城拓人）
- 《シチュエーションCDシノバズセブン むぎゅ》角色歌曲「Dreamer」（昴）
- 《元氣少女緣結神》角色歌曲 「レッツバリバリ神使の慈愛」（巴衛）
- 《Crash Fever》角色歌曲 「Share The Dream」（莊子）
- Paradox Live《獄Luck》組合歌曲「STRONGER」（甲斐田 紫音）

### 其他
- 星塵★眨眼VOMIC（永瀨颯）

## 註解
1. ↑  myself;yourself DVD特典曾提及過。
2. ↑  2009年發售的《月刊GFantasy》，《黑執事》作者在刊物上的發言
3. ↑  《ラヴラジ!》2009年1月13日配信分（第18回）、2009年4月5日放送分（第1回）
4. ↑  《DABAのインターネットラジオ》
5. ↑  . 立花慎之介Blog. 2017-01-05  [2017-01-05]. （原始内容存档于2017-01-05） （日语）.
6. ↑  . AXL ONE Offical WEB Side.   [2018-04-02]. （原始内容存档于2018-07-08） （日语）.
7. ↑  .   [2018-04-01]. （原始内容存档于2021-01-05） （日语）.
8. ↑  . 漫畫Natalie. 2017-02-17  [2017-02-17]. （原始内容存档于2019-08-03） （日语）.
9. ↑  . 電視動畫「Angolmois 元寇合戰記」官網. 2018-06-08  [2018-06-08]. （原始内容存档于2020-05-26）.
10. ↑  .   [2018-11-06]. （原始内容存档于2021-01-18）.
11. ↑  . 電視動畫「胡蝶綺 ～少年信長～」官方網站.   [2019-04-19]. （原始内容存档于2019-04-19）.
12. ↑  . 電視動畫「number24」官方網站.   [2019-12-25]. （原始内容存档于2019-12-09）.
13. ↑  . 電視動畫「貓娘樂園」官方網站.   [2019-06-29]. （原始内容存档于2019-06-29）.
14. ↑  . 電視動畫「文豪與鍊金術師 ～審判的齒輪～」官方網站.   [2029-12-26]. [永久]
15. ↑  . Comic Natalie. 2022-02-22  [2022-02-22]. （原始内容存档于2022-05-25） （日语）.
16. ↑  . Comic Natalie. 2022-03-18  [2022-03-18]. （原始内容存档于2022-05-14） （日语）.
17. ↑  . Comic Natalie. 2022-09-09  [2022-09-09]. （原始内容存档于2022-10-10） （日语）.
18. ↑  . Comic Natalie. 2022-11-18  [2022-11-18]. （原始内容存档于2022-11-18） （日语）.
19. ↑  . Comic Natalie. 2023-05-15  [2023-05-15]. （原始内容存档于2023-05-22） （日语）.
20. ↑  . Comic Natalie. 2023-09-10  [2023-09-10]. （原始内容存档于2023-09-11） （日语）.
21. ↑  . Comic Natalie. 2023-12-03  [2023-12-03]. （原始内容存档于2023-12-13） （日语）.
22. ↑  . Comic Natalie. 2024-03-03  [2024-03-03]. （原始内容存档于2024-03-04） （日语）.
23. ↑  . Comic Natalie. 2024-06-24  [2024-06-24]. （原始内容存档于2024-06-26） （日语）.
24. ↑  . Comic Natalie. 2024-08-15  [2024-08-15] （日语）.
25. ↑  . Comic Natalie. 2024-04-24  [2024-04-24]. （原始内容存档于2024-04-24） （日语）.
26. ↑  . Comic Natalie. 2024-12-15  [2024-12-15] （日语）.
27. ↑  . Comic Natalie. 2025-01-16  [2025-01-16] （日语）.
28. ↑  . Comic Natalie. 2025-08-12  [2025-08-12] （日语）.
29. ↑  . Comic Natalie. 2023-01-07  [2023-01-07] （日语）.
30. ↑  . Comic Natalie. 2023-08-19  [2023-08-19]. （原始内容存档于2023-08-19） （日语）.
31. ↑  . Comic Natalie. 2024-06-25  [2024-06-25]. （原始内容存档于2024-06-25） （日语）.
32. ↑  . natalie. 2016年12月5日  [2017年1月10日]. （原始内容存档于2017年1月3日） （日语）.
33. ↑  崩壊：スターレイル. . X.com. 2023-09-27  [2024-02-07] （日語）.

## 外部連結
- （日語） BLACKSHIP株式會社官網首頁 （页面存档备份，存于）
- （日語） AXL-ONE事務所，官方網站。
- （日語） 立花慎之介 公式サイト サムライエイジ （页面存档备份，存于），官方網站。
- （日語） 立花慎之介 公式ブログ - GREE （页面存档备份，存于），官方網誌。
- （日語） DABA 公式サイト DABA Official Web Site，官方網站。
- 立花慎之介的X（前Twitter）（日語）